# Chris Hawkesworth
Christopher John Hawkesworth, genannt Chris Hawkesworth (* 18. Dezember 1947 in Khartum), ist ein britischer Geochemiker (Isotopen-Geochemie) und Geologe. Er ist Professor an der Universität St. Andrews.
Hawkesworth wuchs in Irland auf. Er studierte am Trinity College in Dublin (Bachelor 1970) und wurde 1974 an der Universität Oxford promoviert mit einer Arbeit, die als Teil der Entwicklung eines thermischen Modells des Orogens der Ostalpen (Südostecke Tauernfenster) erstellt wurde. Ab 1975 forschte er an der Universität Leeds und ab 1978 war er Lecturer an der Open University, wo er 1980 ein geochemisches Isotopen-Labor aufbaute und 1988 Professor für Geochemie wurde. Ab 2000 war er Professor an der Universität Bristol und dort Direktor der Wissenschafts-Fakultät (Science Faculty). Seit 2009 ist er Deputy Principal und Vice-Principal of Research an der Universität St Andrews.
Er war 1995 Founding Fellow der University of Auckland und 1986 Gastwissenschaftler an der Stanford University.
Er untersuchte mit geochemischen Methoden die Vorgänge in Magmen von Vulkanen und die Massenbilanz in Subduktionszonen und befasst sich mit der Entstehung und Entwicklung der kontinentalen Erdkruste. Er untersuchte die Bedingungen heftigen Meteoriten-Bombardements auf die Kruste und großer Aufschmelzungen, die in der Erdvergangenheit zum Zerbrechen der Superkontinente führten. Außerdem untersucht er die Wechselwirkungen biologischer und anorganischer geochemische Vorgänge in der frühen Erde und untersucht allgemein Altersbestimmungen mit radioaktiven Isotopen, zum Beispiel in Zusammenhang mit der Erweiterung der zeitlichen Reichweite von Radiokarbondatierung durch Untersuchung von Tropfsteinen auf den Bahamas. Er untersuchte auch Klimaänderungen der letzten 150.000 Jahre anhand des Isotopengehalts von Pollen in Höhlensedimenten.
Nach Hawkesworth und Kollegen entstand (aufgrund der damaligen erhöhten Erdmanteltemperatur) der Großteil der Erdkruste erst im Zeitraum von vor 4,5 bis 3 Milliarden Jahren aus ozeanischer Kruste.
2012 erhielt er die Wollaston-Medaille. 2008 erhielt er den Wolfson Merit Award der Royal Society. Er ist Fellow der Royal Society (2002) und der Royal Society of Edinburgh (2012) sowie der American Geophysical Union (AGU), deren Daly Lecture er 2002 hielt. 2002 erhielt er die Schlumberger Medal der Mineralogical Society, 2023 die Walter H. Bucher Medal der AGU und 2025 den V. M. Goldschmidt Award der Geochemical Society. Er erhielt die Major John Coke Medal der Geological Society of London und ist Ehrendoktor der Universität Kopenhagen. Er ist Fellow der Geochemistry Society und der European Association for Geochemistry. Er ist Autor von über 280 Veröffentlichungen und betreute 57 Doktoranden (2009).
Er ist Mitherausgeber der Zeitschriften Geology und Earth and Planetary Science Letters.
Hawkesworth ist verheiratet und hat eine Tochter.

## Schriften
- mit Geoff Brown, Chris Wilson (Herausgeber) Understanding Earth - a new synthesis, Cambridge University Press 1992 (darin mit Peter van Calsteren Geological Time)
- mit Robert Stephen John Sparks (Herausgeber) The state of the planet: frontiers and challenges in geophysics, American Geophysical Union 2004
- mit M. J. Norry (Herausgeber) Continental basalts and mantle xenoliths, Shiva Publ. 1983
- mit C. M. R. Fowler, C. J. Ebinger (Herausgeber) The early Earth: physical, chemical, and biological development, Geological Society, London und  Tulsa 2002
- mit M. A. Menzies (Herausgeber) Mantle metasomatism, Academic Press 1987
- mit A. I. S. Kemp Evolution of the continental crust, Nature, Band 443, 2006, S. 811–817, Abstract